# Комитет за отбрана на Империята
Комитетът за отбрана на Империята (на английски: Committee of Imperial Defence) е първата специална служба на Британската империя. Съществува в периода между англо-бурската война и Втората световна война. Отговаря за информацията и част от координацията по военните действия и стратегия.
Комитетът е създаден в 1904 г. от тогавашния Британски премиер-министър Артър Балфур. От 1909 г. в състава на комитета са изведени МИ5 и МИ6.